# 2023年利比亚洪灾
2023年利比亚洪灾，2023年9月受风暴丹尼尔引发的强降雨影响，北非国家利比亚多地遭遇严重洪灾，其中利比亚东部沿海城市德尔纳市受灾最严重，至9月19日洪灾已造成3958人死亡、9000多人失踪。国际移民组织（IOM）15日表示，飓风“丹尼尔”已造成利比亚东部地区超过38640人流离失所。

## 背景
2011年卡扎菲政权倒台以来利比亚政局动荡，陷入长期内乱。得到联合国承认的利比亚民族团结政府与支持它的武装力量控制着利比亚西部部分地区，利比亚国民代表大会则与“国民军”结盟，主要控制东部和中部地区。德尔纳市区位于河谷中，地势较低。受连年战乱的影响当地基础设施老旧，地方政府缺乏应对自然灾害的能力。德尔纳河两座大坝原计划于2007年开始修缮，利比亚政局动荡後，大坝维修工程陷于停滞。

## 洪灾

### 德尔纳市
2023年9月10日副热带风暴丹尼尔在利比亚东北部登陆，造成利比亚多个城市遭遇强降雨并引发山洪，10日晚利比亚北部城市德尔纳两座老旧大坝决堤，洪水摧毁了德尔纳四分之一的城区。利比亚红新月会称洪灾已在德尔纳市已造成逾1.1万人丧生，另有1万余人失踪。德尔纳市市长估计，德尔纳市最终遇难人数可能“达到1.8万至2万人”。

## 调查
利比亚总检察长西迪克·苏尔说，已着手调查东部城市德尔纳两座大坝在洪水中垮塌的原因。这次调查可能牵涉利比亚国民议会政府和利比亚国民代表大会政两个政权的高层官员。垮塌的两座大坝阿布·曼苏尔大坝和比拉德大坝均建于20世纪70年代，分别距离德尔纳13公里和1公里，储水量分别为2250万立方米和150万立方米。正接受调查。据美联社报道，为预防海水漫灌，当地官员曾在9日下令民众撤离沿海地区，但没有警告民众大坝可能垮塌。利比亚总检察长西迪克·苏尔表示，德尔纳两座大坝的运营方早在1998年就上报过两座大坝均出现裂缝。两年后，利比亚政府雇用一家意大利工程公司评估大坝损坏情况。意大利工程公司证实大坝出现裂缝，并建议修建第三座大坝。穆阿迈尔·卡扎菲政府2007年把大坝修缮工程交给土耳其阿尔塞勒建筑公司。由于支付问题，相关工程直到2010年10月才启动，但因2011年卡扎菲政权被推翻而暂停。一名不愿公开姓名的官员告诉法新社，此后利比亚政府依旧每年都会划拨大坝修缮专款，但地方官员拿到拨款后并没有开展修缮工作。利比亚审计部门2021年发布的一份报告显示，大坝修缮存在“拖延”问题，政府2012年和2013年共划拨超过200万美元用于相关工程，但并未施工。2022年，利比亚水文专家巴代尔·瓦尼斯·阿舒尔在一项研究中警告，如果大坝得不到修缮，德尔纳将遭遇灾难。这一预警当时没有得到利比亚当局重视。
利比亚一家电视台援引德尔纳市政府14日发布的消息报道，德尔纳市长阿卜杜勒-穆奈姆·盖西被停职，正接受调查。25日利比亚总检察长办公室表示，包括德尔纳市市长阿卜杜勒-穆奈姆·盖西在內的8名地方官员被逮捕。

## 援助

### 联合国
联合国宣布从中央应急基金当中拨款1000万美元，以迅速支持利比亚受灾群众。

### 世界卫生组织
世界卫生组织14日宣布紧急拨款200万美元，用于援助遭受飓风、洪水灾害的利比亚。

### 中华人民共和国
中国政府决定向利比亚提供有帐篷、毛毯、急救包、手压水处理设备、便携式彩色多普勒超声诊断仪等价值3000万元人民币的紧急人道主义援助。

### 巴勒斯坦
巴勒斯坦外交部13日宣布，向利比亚派出一支由37人组成的救援队，他们将携带救援物资与其他国际救援队一起开展工作。

### 突尼斯
突尼斯总统赛义德13日说，突尼斯政府向利比亚派遣了医疗救援队，并在13日向利比亚派出一架载有医疗物资的军用飞机和一架搜救飞机。

### 阿尔及利亚
阿尔及利亚12日调拨8架飞机，向利比亚东部运送食品、医疗用品、衣服和帐篷等援助物资。阿尔及利亚总统特本强调，阿人民和政府将坚定支持利比亚。

### 约旦
约旦政府运营的哈希姆慈善组织13日向利比亚东部派出一架满载人道主义援助物资的飞机，通过有关部门协调，向灾区分发毯子、床垫、食品等物资。

### 土耳其
土耳其政府12日派出3架飞机，运载搜救队和人道主义物资前往利比亚东部。

### 埃及
埃及总统塞西12日宣布举行为期3天的哀悼，以示声援遭受自然灾害的利比亚和摩洛哥。